# Hypólito Alves de Araújo
Hypólito Alves de Araújo foi um militar e político brasileiro filiado ao Partido Liberal.
Educado na Alemanha, era filho do capitão Hypólito José Alves e irmão dos políticos Antônio Alves de Araújo e Manoel Alves de Araújo, e primo dos deputados Agostinho Antonio Pereira Alves e José Antônio Pereira Alves. Foi casado com sua sobrinha, Emilia Marcondes Alves de Araújo, filha do conselheiro Jesuíno Marcondes de Oliveira e Sá. Era pai de Hippólyto Marcondes Alves de Araújo.
Foi agraciado com o título de Comendador da Ordem da Rosa.
Foi Coronel da Guarda Nacional e deputado provincial de 1882 a 1883, e de 1884 a 1885. Foi também a função de brigadeiro. Exerceu ainda outros cargos de nomeação.